# Гринфельд Надія Євгенівна
Надія Євгенівна Гринфельд (уроджена Кенигшац; 1887, Кишинів — ?) — бессарабський політик, одна з двох жінок-депутатів «Сфатул Церій» (1917—1918).

## Біографія
Народилася в родині присяжного повіреного Євгена Семеновича (Самойловича) Кенигшаца (1861, Бєльці — 1939, Кишинів) і Ольги Вільгельмівни (Василівни) Бернштейн (з потомствених лікарських династій; дід — Самуїл Ісаакович Кенигшац — був міським лікарем Бельц; інший дід — Вільгельм Вікентійович Бернштейн — був лікарем в Кишиневі та колезьким радником). Її бабуся — Марія Григорівна Кенигшац (уроджена Коган) — була літератором і співробітницею газети «Тижнева хроніка „Сходу“» (1882—1883); друкувалася також у «Світанку».
У 1903 році стала членом кишинівського відділення Бунду, пізніше — членом РСДРП. Була активна в меншовицьких організацій в Одесі, Києві і Санкт-Петербурзі (згодом у Петрограді і Кронштадті).
Як член «Сфатул Церій» займала політичну позицію, протилежну Олені Алістар (другої жінки-депутата цього органу). Ратувала за незалежність Бессарабії від Румунського королівства в перехідний період з подальшим приєднанням до Росії. 2 грудня 1917 року «Сфатул Церій» проголосив створення Молдавської Народної Республіки.
Надія Гринфельд (як і її батько) є однією з основних персонажів п'єси і романа Семена Рєзніка «Кривава карусель» (під ім'ям Фріда Кенигшац, курсистка, 25 років).

## Родина
Її батько, Євген Семенович  Кенигшац, в 1917—1918 роках був гласним Кишинівської міської Думи, членом «Сфатул Церій» і помічником комісара Тимчасового уряду у місті. Мати, Ольга Вільгельмівна Кенигшац, була керуючою денним дитячим притулком.
- Чоловік — присяжний повірений Петро Ісакович Гринфельд (1877 — після 1939), соціал-демократ, у 1900—1907 роках брав участь у діяльності Бунду в Кишиневі, Одесі, Києві, в 1904 році був делегований на Бернську конференцію Бунда, а в 1917 році був висунутий кандидатом у депутати Установчих Зборів за списками РСДРП(о).[23]
  - Син — Лев Петрович Гринфельд (1908—?).